# Run (chanson de Leona Lewis)
Pour les articles homonymes, voir Run.
Run est une chanson de la chanteuse britannique Leona Lewis, sorti en single en 2008. C'est une reprise du titre Run de Snow Patrol.

## Résumé
La chanson a été enregistrée dans les studios de la BBC avec Maida Vale, où Lewis a été soutenu par ses meilleurs amis. Sa chanson a été plus de 8000 fois diffusée à la radio au Royaume-Uni. En raison de son succès, Leona a enregistré une version studio en septembre 2008 pour la réédition de son album Spirit. Le single a commencé à être vendu en Irlande à partir du 17 novembre 2008 et le 30 novembre 2008 au Royaume-Uni. En France, le single a aussi été vendu en 2008. Elle a interprété la chanson en direct sur Divas II (une émission de télévision), et sur la chaîne ITV1 au Royaume-Uni le 23 novembre 2008. Lewis a aussi interprété Run dans l'émission Royal Variety Performance, qui a été diffusé le 17 décembre 2008. Cette chanson a également été diffusé à la télévision et à la radio le jour de Noël. Nous pouvons aussi entendre cette chanson dans l'un des épisodes de la première saison de Vampire Diaries.

## Clip vidéo
Le clip de Run a été tourné en Afrique du Sud et a été réalisé par Jake Nava. La vidéo commence avec Leona seule sur une piste poussiéreuse, elle semble perdu. Elle pénètre dans une forêt sombre et semble être harcelée par un esprit. Dans le chœur final, Lewis attire le soleil et la forêt miraculeusement s'allume, cela correspond aux paroles de la chanson.

## Classements
| Classements (2008-2009)       | Numéro position |
| ----------------------------- | --------------- |
| Australian ARIA Singles Chart | 78              |
| Austrian Singles Chart        | 1               |
|                               |                 |
| Dutch Singles Chart           | 77              |
|                               |                 |
| Finnish Singles Chart         | 7               |
| German Singles Chart          | 15              |
| Irish Singles Chart           | 1               |
| Swedish Singles Chart         | 13              |
| Swiss Singles Chart           | 2               |
| UK Singles Chart              | 1               |